# Lunde, Østfold
Lunde är en tätort i Fredrikstads kommun i Østfold fylke i sydöstra Norge. Orten ligger vid fylkesväg 108 på ön Kråkerøy, söder om staden Fredrikstad.
Tidigare har orten tillhört dåvarande Kråkerøy kommun.